# Saubach (Enz)
Der Saubach ist ein 2,9 km langer, orografisch rechter Nebenfluss der Enz im baden-württembergischen Landkreis Ludwigsburg.

## Geographie

### Lauf
Der Saubach entspringt etwa 900 m nördlich vom Bahnhof Tamm in unmittelbarer Nähe der Bahnlinie Ludwigsburg–Bietigheim auf einer Höhe von 237 m ü. NHN. Zunächst fließt der Bach Richtung Nordosten, wendet sich nach etwa 500 m Fließstrecke in einem weiten Bogen nordwestlichen Richtungen zu. Dabei unterquert er kanalisiert die Bahnlinie und passiert dann den Bruchwald nahe am rechten Ufer. Nach weiteren 1,2 km Fließstrecke erreicht der Bach die südliche Ortslage von Bietigheim-Bissingen. Jetzt überwiegend in nördliche Richtungen fließend, erreicht der Saubach nach weiteren 700 m Fließstrecke die Enz. Auf diesem Abschnitt ist der Bach auf längeren Strecken kanalisiert. Die Mündung in die Enz liegt auf 182 m ü. NHN, sodass der Höhenunterschied zwischen Quelle und Mündung 55 m beträgt. Daraus ergibt sich ein mittleres Sohlgefälle von etwa 19 ‰.

### Alter Oberlauf und Zuflüsse
In früherer Zeit begann der Saubach seinen offenen Lauf etwas östlich des Bahnhofs Tamm im heute überbauten Gewann Brächter, wo er zunächst entweder Biegelbrunnen hieß oder den Abfluss eines Biegelbrunnens aufnahm. Am Laufbogen nach Nordwesten mündet von Osten her ein etwa 400 m langer Graben aus dem Gewann See. Etwa 350 m vor seiner Mündung und schon im Siedlungsbereich von Bissingen fließt ihm von linksseitig der von Süden kommende Gänslesbach zu, der westlich von Tamm entspringt und etwa die gleiche Länge wie der Saubach bis dorthin hat.

### Einzugsgebiet
Der Saubach entwässert ein 9,471 km² großes Einzugsgebiet über Enz, Neckar, Rhein zur Nordsee. Dessen mit etwas unter 325 m ü. NHN höchster Punkt liegt an der Südostecke auf dem Kegel des Hohenaspergs. Es grenzt im Nordosten an das des Wohbachs, der etwas weiter abwärts in die Enz mündet, im Südosten an das des Neckar-Zuflusses Gründelbach. Im Süden und Südosten nimmt der Leudelsbach den Abfluss jenseits der Wasserscheide auf und mündet aufwärts des Saubachs in die Enz.